# William Paterson (Politiker)

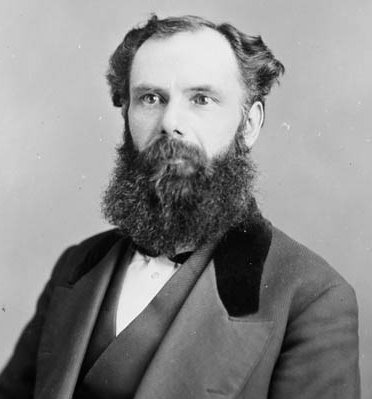
William Paterson

William Paterson PC (* 19. September 1839 in Hamilton, Oberkanada, heute Ontario; † 18. März 1914) war ein kanadischer Politiker der Liberalen Partei, der über 39  Jahre lang Abgeordneter des Unterhauses sowie Minister im 8. kanadischen Kabinett von Premierminister Wilfrid Laurier war. 

## Leben
Paterson, der als Konditor arbeitete, begann seine politische Laufbahn in der Kommunalpolitik und war zuerst zwischen 1869 und 1871 stellvertretender Reeve sowie anschließend von 1872 bis 1873 Bürgermeister von Brantford.
Als Kandidat der Liberalen Partei wurde er bei der Wahl am 12. Oktober 1872 erstmals zum Mitglied des Unterhauses gewählt und vertrat in diesem bis zu seiner Niederlage bei der Unterhauswahl am 23. Juni 1896 den Wahlkreis Brant South.
Am 13. Juli 1896 wurde Paterson von Premierminister Wilfrid Laurier als Zollminister ernannt und bekleidete dieses Amt bis zum Ende von Lauriers Amtszeit am 6. Oktober 1911, wobei er erst seit dem 30. Juni 1897 offiziell Mitglied des 8. kanadischen Kabinetts war.
Wenige Wochen nach seiner Ernennung zum Minister wurde er bei einer Nachwahl am 25. August 1896 im Wahlkreis Brant South auch wieder zum Mitglied des Unterhauses gewählt. Bei der darauf folgenden Unterhauswahl vom 7. November 1900 erfolgte seine Wahl im Wahlkreis Grey North, bei der Wahl am 3. November 1904 im Wahlkreis Wentworth North and Brent sowie schließlich bei der Wahl am 26. Oktober 1908 im Wahlkreis Brant, ehe er dieses Unterhausmandat schließlich bei der Wahl am 21. September 1911 verlor. Zum Zeitpunkt seines Ausscheidens aus dem Unterhaus gehörte er der zweiten Kammer des kanadischen Parlaments mehr als 39 Jahre lang an.